# Diospage violitincta
Diospage violitincta là một loài bướm đêm thuộc phân họ Arctiinae, họ Erebidae.